# Wolf-Dieter Ahlenfelder
Wolf-Dieter Ahlenfelder (Oberhausen, 1944. február 11. – Oberhausen, 2014. augusztus 2.) német nemzetközi labdarúgó-játékvezető. Polgári foglalkozása	kőolaji szakember (BP).

## Pályafutása

### Nemzeti játékvezetés
1975-ben lett a Bundesliga játékvezetője. Több nemzetek közötti válogatott és klubmérkőzésen partbíróként segítette működő társát.
| Időpont             | Mérkőzés típusa            | Mérkőzés                          | Eredmény |
| ------------------- | -------------------------- | --------------------------------- | -------- |
| 1975. augusztus 27. | első Bundesliga mérkőzés   | SV Werder Bremen–Hertha BSC       | 3 : 2    |
| 1988. május 21.     | utolsó Bundesliga mérkőzés | VfB Stuttgart–SV Waldhof Mannheim | 1 : 1    |

Több játékvezető társához hasonlóan egy hibás döntés után – egy találkozó első félidejét, tévedésből a 32. percben lefújta (partbírójának tájékoztatását követően tovább folytatta a találkozót) azonnal megvádolták, hogy ittasan vezette a mérkőzést. Az aktív nemzeti játékvezetéstől 1988-ban búcsúzott. 2. Bundesliga mérkőzéseinek száma: 77. Bundesliga mérkőzéseinek száma: 106.

## Sikerei, díjai
1984-ben a DFB JB szakmai munkájának elismeréseként az Év Játékvezetője címmel tüntette ki.